# Pomme de terre de Pertuis
La Pomme de terre de Pertuis est une marque collective comportant une indication géographique qui s'applique à une production française de pommes de terre cultivée dans les départements du Vaucluse et des Bouches-du-Rhône. Elle tire son nom de la ville de Pertuis situé au milieu de la zone de production. 

La marque est la propriété de l'Association des producteurs de « Pomme de terre de Pertuis », fondée en août 2008, dont le siège est sis en mairie de Pertuis et les objectifs sont de 

« défendre et promouvoir la production de la pomme de terre de Pertuis et, en particulier, définir ses conditions de production par le biais d'un cahier des charges consigné dans le règlement intérieur, assurer la représentation des intérêts de ses adhérents. »

La promotion est assurée par la « Confrérie de la pomme de terre de Pertuis », déclarée en 2007, dont l'objet est 

« la promotion de la pomme de terre de Pertuis, l'organisation, à titre non lucratif, de toutes manifestations de promotion, publiques ou privées, la formation des professionnels et du public autour du thème de la pomme de terre de Pertuis. »

## Caractéristiques
Il s'agit de pommes de terre de conservation à chair jaune. Les variétés les plus cultivées sont 'Monalisa' et 'Samba'.
Le volume de production, très limité, varie entre 300 et 500 tonnes par an.
La zone de production, à cheval sur le Vaucluse et les Bouches-du-Rhône, s'étend dans les cantons de Pertuis, Cadenet, Lambesc, Peyrolles. Ce terroir se caractérise par des sols sableux-limoneux de la plaine de la Durance.
Pour la commercialisation, les tubercules, non lavés, pour ne pas nuire à leur conservation, sont conditionnés en sacs portant le logo officiel de la « Pomme de terre de Pertuis » et le nom du producteur.

## Histoire
La pomme de terre serait arrivée dans la région à la fin du XVIIIe siècle, apportée par un paysan de retour de l'armée napoléonienne. À la fin du XIXe siècle la production atteignait environ 11 000 tonnes annuellement, avant de décliner fortement au cours du XXe siècle.
En 2007, lancement d'un projet de relance de la pomme de terre  dans la région avec le concours du parc naturel régional du Luberon, de la communauté d'agglomération du Pays d'Aix et du groupement de développement agricole de Pertuis. Fondation de la « confrérie de la pomme de terre de Pertuis » par quelques producteurs. 
En 2008, création de l'« Association des producteurs de pomme de terre de Pertuis ». Celle-ci compte (en 2012) 11 producteurs. 
Le 29 janvier 2010, création de la marque collective « Pomme de terre de Pertuis » et du logo associé, déposés à l'INPI.

## Manifestations
Une « fête de la pomme de terre » est organisée en septembre dans la ville de Pertuis, avec diverses activités ludiques et gastronomiques.
La « route gourmande de la pomme de terre de Pertuis » relie tous les restaurants situés dans le bassin de production de la Pomme de terre de Pertuis (pays d'Aix-en-Provence, Luberon et vallée de la Durance) et participant à sa promotion.